# Rosenbergia exigua
Rosenbergia exigua är en skalbaggsart som beskrevs av Charles Joseph Gahan 1888. Rosenbergia exigua ingår i släktet Rosenbergia och familjen långhorningar. Inga underarter finns listade i Catalogue of Life.